# Shinsen’en

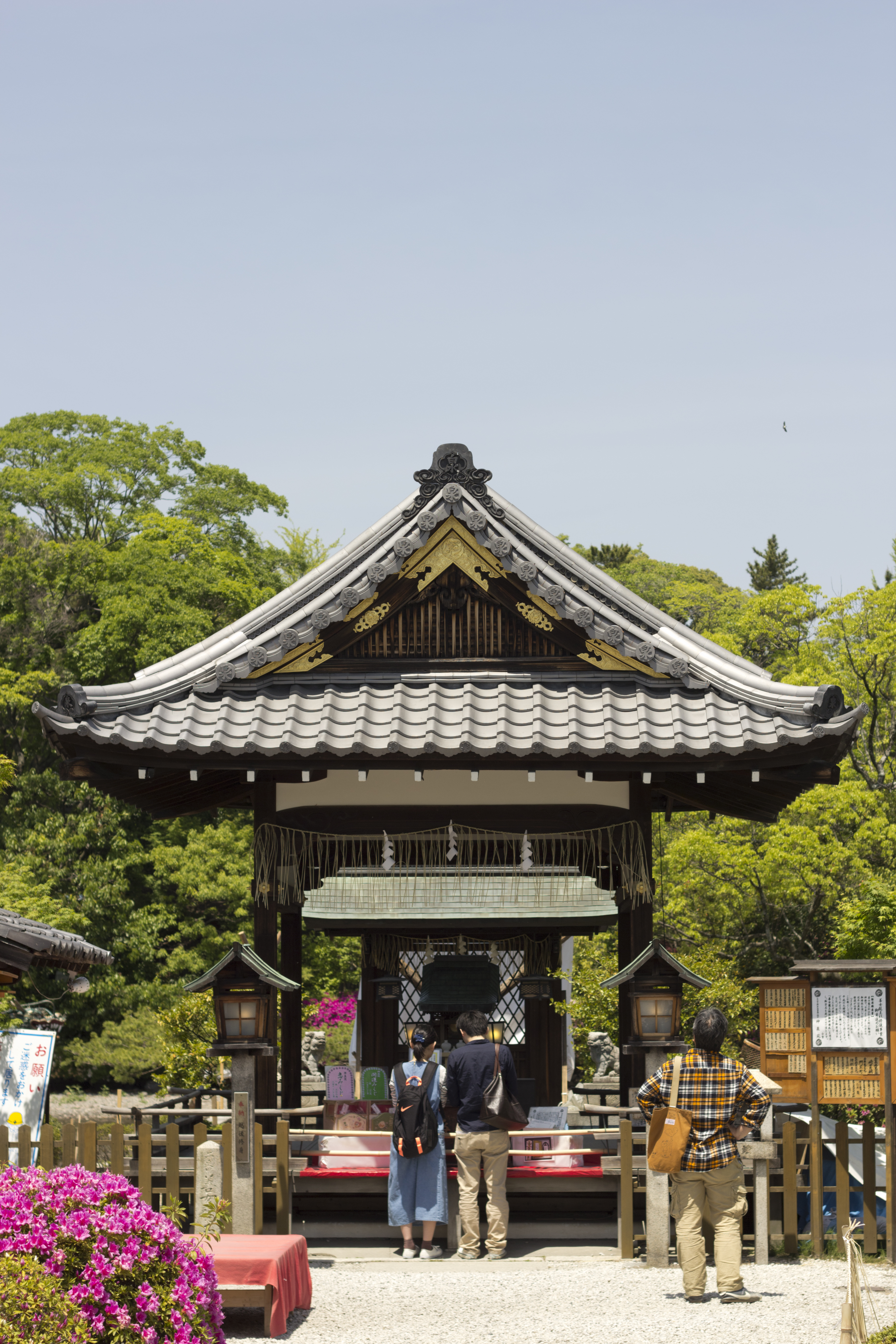
Zenjoryūō-Schrein

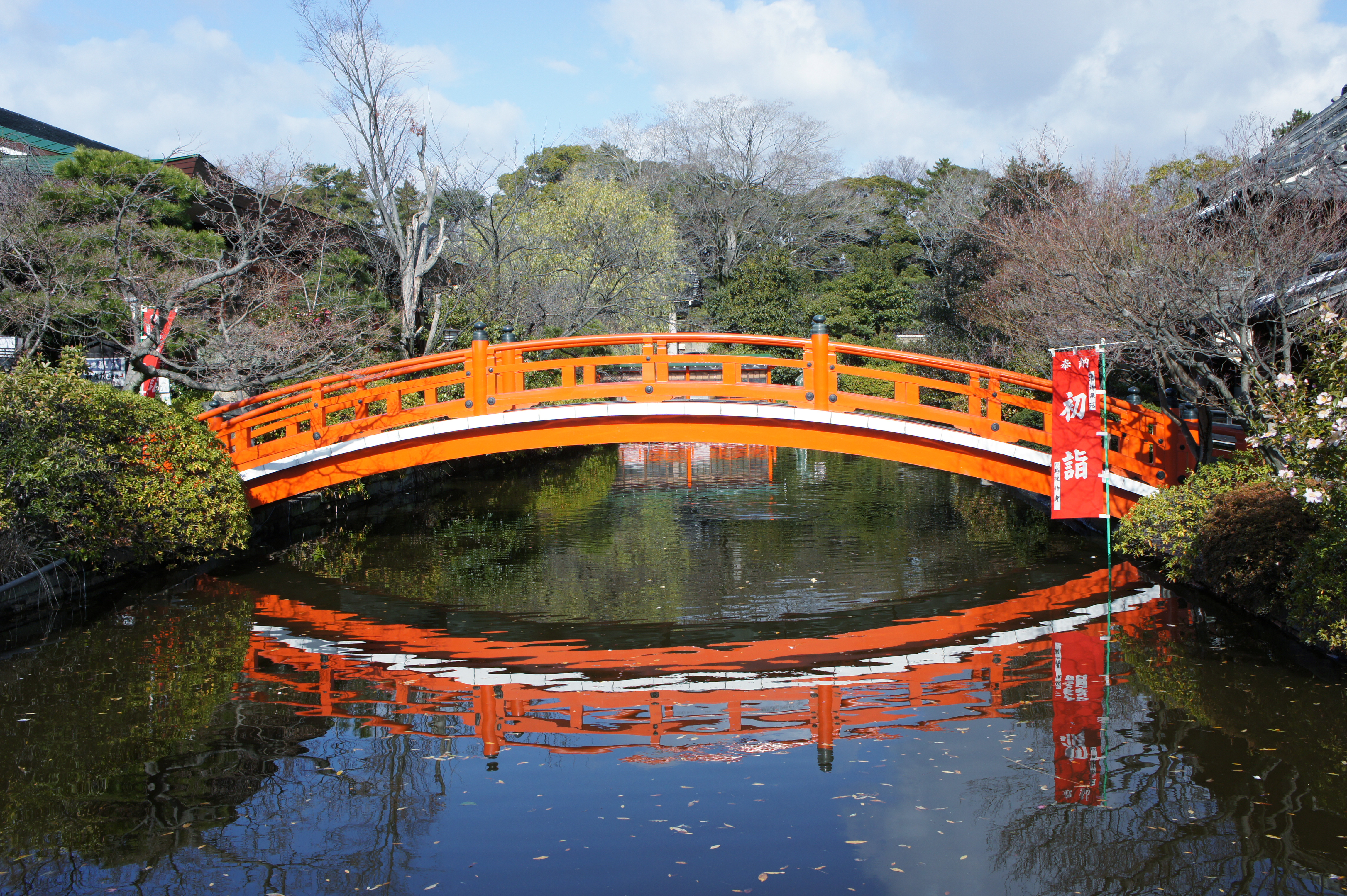
Brücke zum Schrein

Der Shinsen’en (神泉苑) ist ein kleiner Garten in Kyoto, in dem sich ein Tempel und kleine Schreine befinden. Er ist als „Nationale Geschichtspur“ (国史跡, Kuni shiseki) registriert.

## Geschichte

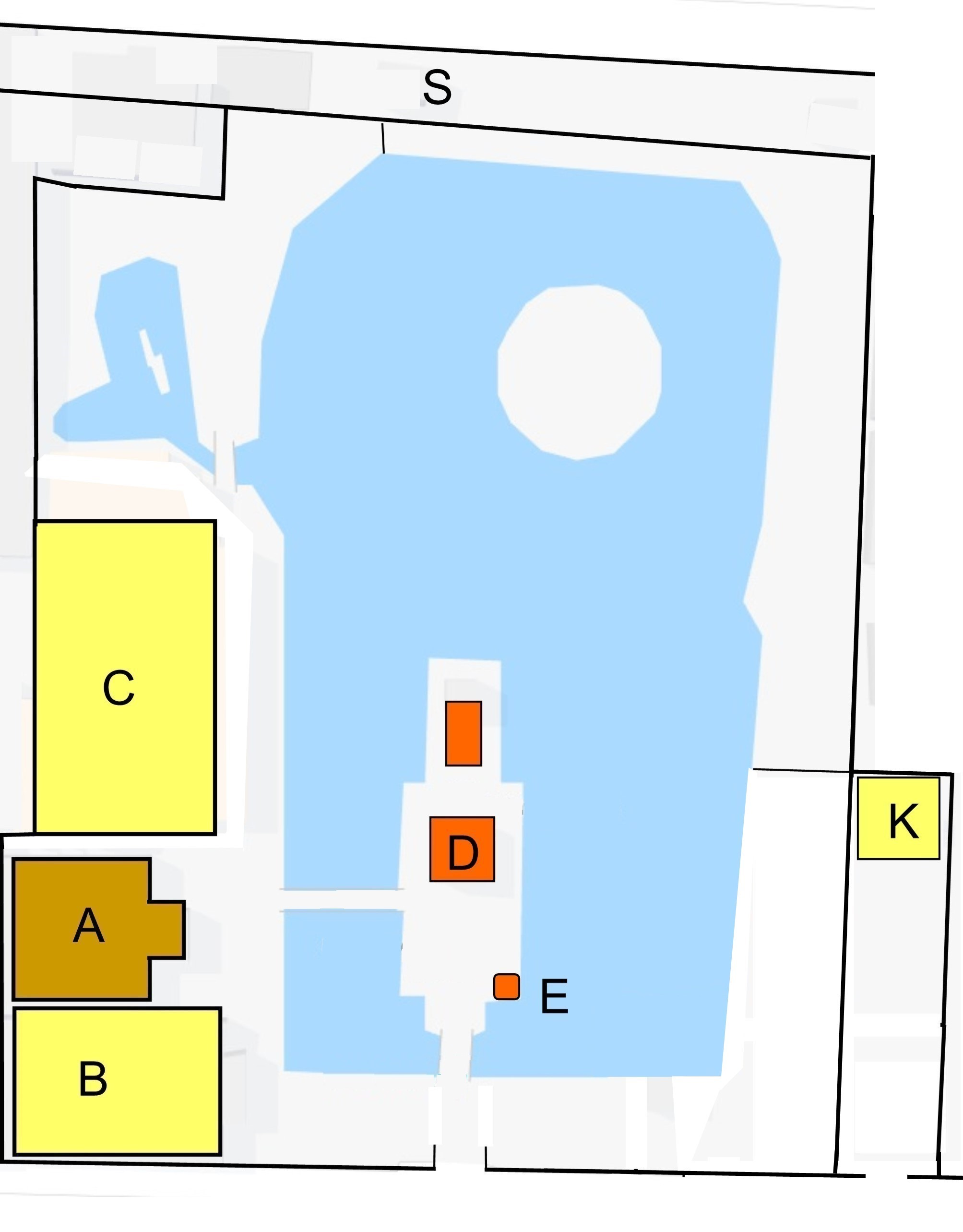
Der Garten (s.Text)

Der Shinsen’en wurde bei der Verlegung der Hauptstadt 794 hierher unmittelbar südlich des Daidairi als für das Volk nicht zugänglicher Garten angelegt. Ursprünglich besaß er eine beträchtliche Ausdehnung in Nordsüdrichtung von 4 chō (516 m) und eine Ostwestausdehnung von 2 chō (252 m). Die ausgedehnte Gartenanlage besaß einen großen Teich mit dem palastartigen Kenrankaku (乾臨閣), mit Pavillons (楼閣, Rōkaku), Angelstellen (釣殿, Tsuri-dono), überdachten Wasserfällen 滝殿 (Taki-dono) und anderen Gebäuden. Dort vergnügte sich der Tennō mit seinen Ministern.
Die Gegend war ursprünglich Marschland gewesen, das man einerseits trocken legte, andererseits zu Gewässern umwandelte. Gelegentlich wurden dort Zeremonien zur Bitte um Regen (祈雨, Kiu) abgehalten. Aus dem Konjaku Monogatarishū wissen wir, dass im Jahr 824 Priester Shubin (守敏) vom Sai-ji und Priester Kūkai vom Tō-ji diese Zeremonie durchführten.
Im Mittelalter verfiel der Garten, und als 1603 Shōgun Tokugawa Ieyasu dort seine Residenz, die Burg Nijō, errichten ließ, ging der Nordteil des Gartens verloren, und auch der Südteil wurde größtenteils als Wohngebiet genutzt. 1607 wurde ein Teil des Gartens durch Mönch Kaiga (快雅) wieder hergerichtet und ein Tempel den Shingon-Richtung des Buddhismus angelegt.
Als 1990 am Nordrand des Gartens die Tōsai-Linie der U-Bahn angelegt wurde, hat man größere Untersuchungen durchgeführt. Man hat dort Teichufer und Baureste gefunden, die auf Brücken und Landeplätze für Boot schließen lassen. Ursprünglich befanden sich im Garten verschiedenen Tempel, in den Kyōgen, dem locker gestalteten Zwischenspiel zwischen Nō-Darbietungen, aufgeführt wurden. Heute finden jährlich vom 1. bis 4. Mai in der dafür angelegten Kyōgen-Halle (K in der Zeichnung) statt.

## Die Anlage
Der größte Teil des Parks wird vom von einem Teich eingenommen, der im Norden eine runde Insel (中島) und eine weitere kleine im Süden enthält. Am linken Rand befindet sich ein Tempel (A in der Zeichnung) mit dem Abtquartier (方丈, B) und der „平安殿“ (Heian-den) genannten Halle, die ein Restaurant beherbergt. – Auf der kleinen Insel, die durch zwei Brücken zugänglich ist, steht ein Schrein mit dem Namen „善女竜王社“ (Zenjo ryūō sha, D) und ein ganz kleinen Schrein „恵方社“ (Ehō-sha, E), der auf einer runden Steinbasis steht. Am rechten Rand befindet sich die Kyōgen-Halle (K).　